# Jean Hey
Jean Hey, även känd som Moulinsmästaren och Maître de Moulins, var en nederländsk målare, aktiv mellan cirka 1475 och 1505.
Jean Hey har utfört ett altarverk i katedralen i Moulins från omkring 1498, vilket ses som ett av de främsta konstverken i Frankrike från övergången mellan 1400- och 1500-talet. Mittpartiet upptas av en framställning av Jungfru Maria tronande på en halvmåne i den himmelska härligheten. Flyglarna pryds med porträtt av hertigparet av Bourbon. Den vänstra flygeln visar Pierre av Bourbon med den helige Petrus och den högra visar Anne de Beaujeu och dottern Suzanne med den heliga Anna.
På grundval av detta arbete har man identifierat några arbeten i Louvren och museet i Glasgow som utförda av samma hand. Enligt en hypotes skapade han förlagan till gobelängerna Damen med enhörningen.
En teori att Moulinsmästaren skulle vara identisk med Jean Perréal har inte vunnit allmän anslutning.
Jean Hey arbetade vid Bourbonhovet i Moulins i departementet Allier i centrala Frankrike i en stil som höll fast vid den medeltida frontaliteten och motivkretsen men var starkt påverkad av den samtida flamländska realismen, måhända elev till Hugo van der Goes.

## Bilder
| - Margareta av Österrike, 10 år gammal, cirka år 1490. - Bebådelsen. |